# Vörie

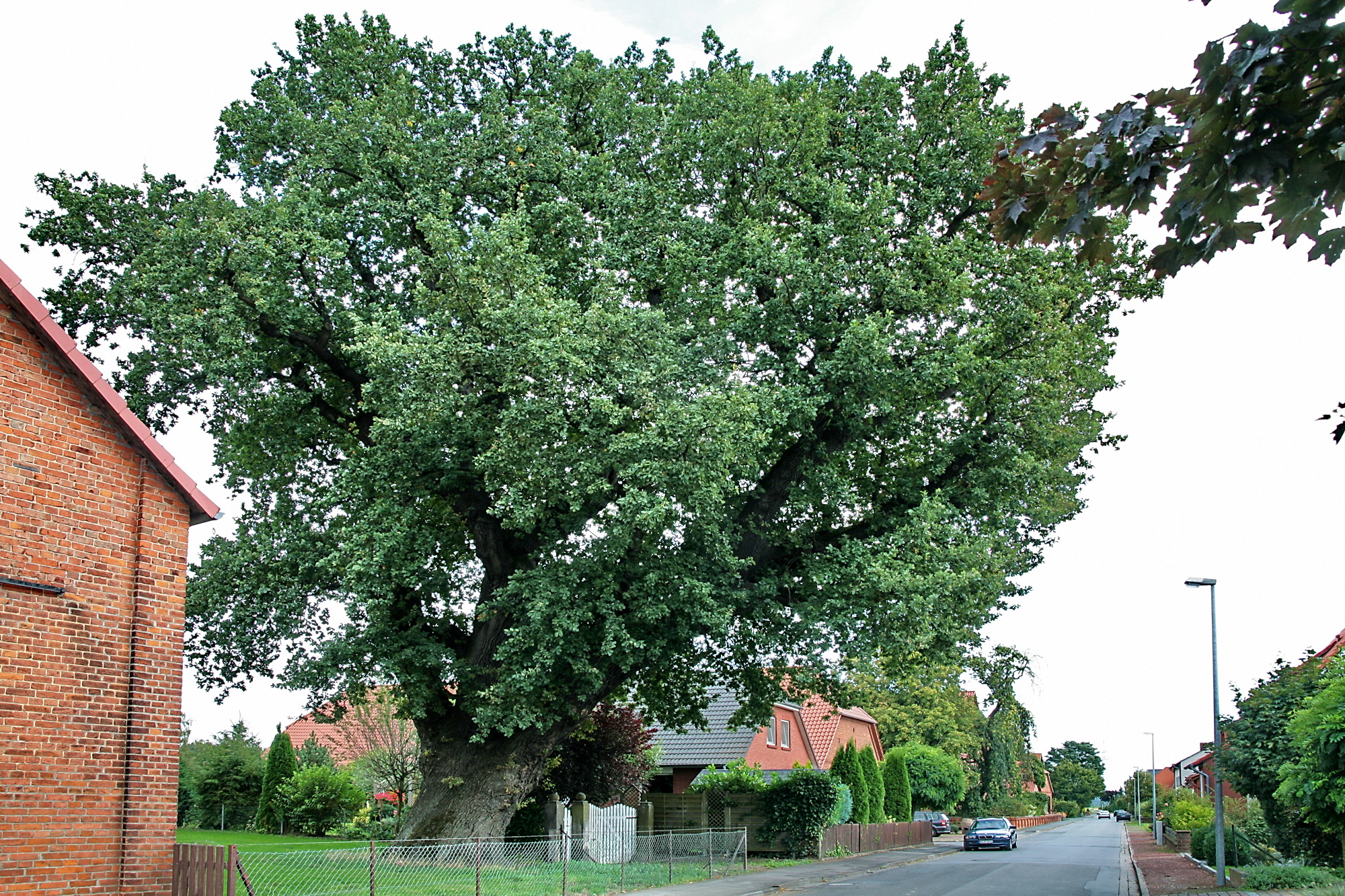
„1000-jährige Eiche“

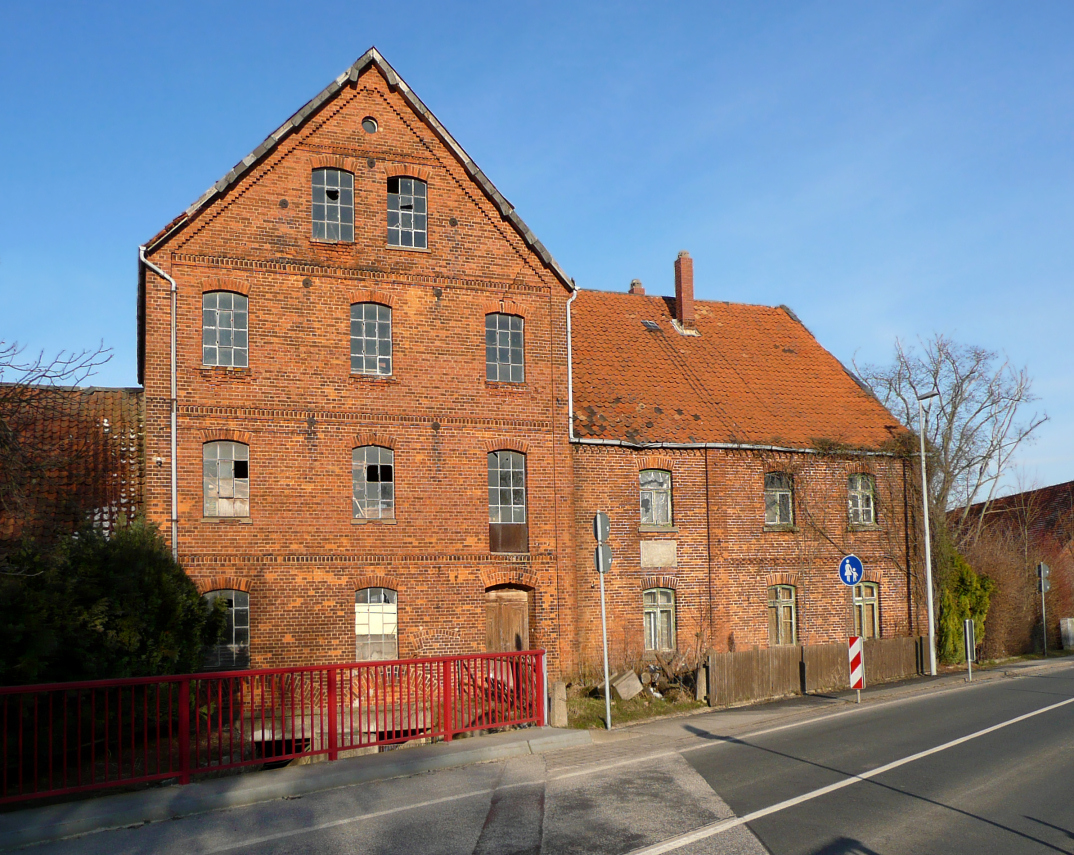
Ehemalige Wassermühle Vörie

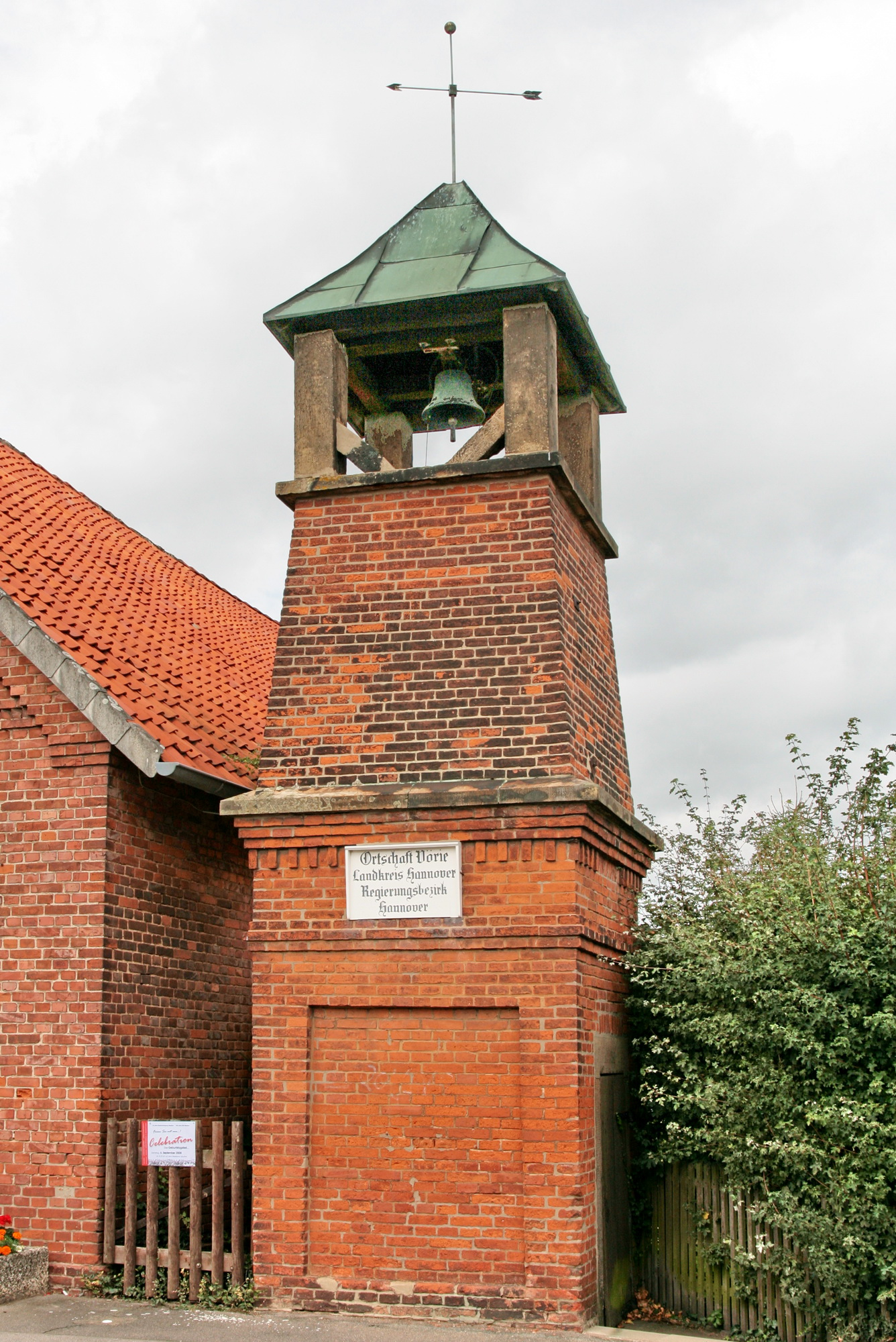
Vörier Feuerwehrturm

Vörie [fˈøːriːə] ist ein Dorf in der Region Hannover und der kleinste Stadtteil von Ronnenberg.

## Geschichte
Der Ort wurde im Jahr 1252 als „Vordie“ erstmals urkundlich erwähnt. Das Dorf entwickelte sich aus einem fränkischen Edelhof, der vermutlich eine Furt sichern sollte.
Vörie ist landwirtschaftlich geprägt; es gibt schon seit Mitte der 1970er Jahre keinen Einzelhandel mehr im Dorf. Durch Vörie fließt die Landwehr (weiter flussabwärts Ihme genannt). An ihr liegt eine heute verfallene Wassermühle Vörie. Der nach dem Ort benannte Vörier Berg (147,6 m) liegt ca. 2 Kilometer entfernt in südlicher Richtung.
Durch den Zusammenschluss von Vörie mit Ronnenberg und den umliegenden Gemeinden Benthe, Empelde, Linderte und Weetzen entstand am 1. Juli 1969 die neue Gemeinde Ronnenberg. Am 1. März 1974 wurde ihr Ihme-Roloven eingegliedert. Am 12. Dezember 1975 erhielt die neue Gemeinde Ronnenberg die Stadtrechte.

### Einwohnerentwicklung
| Jahr | Einwohner | Quelle |
| ---- | --------- | ------ |
| 1664 | 112       | [ 3 ]  |
| 1810 | 162       | [ 3 ]  |
| 1821 | 159       | [ 3 ]  |
| 1864 | 160       | [ 3 ]  |
| 1945 | 251       | [ 3 ]  |
| 1946 | 393       | [ 3 ]  |
| 1955 | 298       | [ 3 ]  |
| 2021 | 245       | [ 4 ]  |
| 2022 | 250       | [ 5 ]  |

## Politik
Ortsvorsteher ist Jens Heuer.

## Kultur und Sehenswürdigkeiten
In Vörie steht die „Tausendjährige Eiche“, die auch das Dorfwappen ziert. Der Baum besitzt in einem Meter Höhe einen Stammumfang von 7,5 Meter und gehört damit zu den mächtigsten Bäumen in Niedersachsen (siehe auch: Liste markanter und alter Baumexemplare in Niedersachsen). Nach einem Blitzeinschlag am 19. September 2014 geriet das Innere des Baumes trotz intensiver Löschbemühungen der Feuerwehr in Brand. Im Anschluss musste die Eiche massiv gestutzt werden. Der Brusthöhenumfang beträgt 7,39 m (2016). Ein weiterer Blitzeinschlag am 4. März 2019 sorgte für eine erneute Rauchentwicklung aus dem Inneren des Baumes, die Eiche wurde daraufhin mit einem Schaum-Wasser-Gemisch geflutet. Nach den Blitzeinschlägen in 2014 und 2019 trieb die Eiche besonders stark aus.
Im Dorf befindet sich das 1977 erbaute Dorfgemeinschaftshaus, das 80 Personen Platz bietet. Das Gebäude beherbergt außerdem die Freiwillige Feuerwehr.
Verkehrsmäßig erschlossen ist das Dorf durch eine Kreisstraße und den Ronnenberger Stadtbus.

### Baudenkmäler
Siehe Liste der Baudenkmale in Vörie